# Ónozó János
Ónozó János (Dálya, 1914. október 16. – Budapest, 1987. április 19.) magyar kürtművész, pedagógus.

## Életút
Tanulmányait Szegeden, majd 1933–38 között a Zeneakadémián Romagnoli Ferencnél végezte. 1933–42 között a budapesti Rendőrzenekar, a Rádiózenekar, majd 1943–77 között az Operaház zenekarának tagjaként, majd szólamvezetőjeként játszott. 1946-tól a Nemzeti Zenede, majd a Bartók Béla Zeneművészeti Szakközépiskola tanszékvezetője, 1983-ig a Zeneakadémia zenetanárképző tagozatán tanított. Alapító tagként kürtölt 1947–63 között a nemzetközi hírű Budapesti Fúvósötösben, mely együttessel számos modern magyar és külföldi művet mutatott be. Vendégszerepelt Belgiumban, Hollandiában és Franciaországban.

## Elismerései
Liszt Ferenc-díj (1954)

## Művei
Kürtiskola I–II. (Bp., 1954). Több mint 20 kiadásban jelent megy magyarul és németül is.